# Tejikarao-jinja

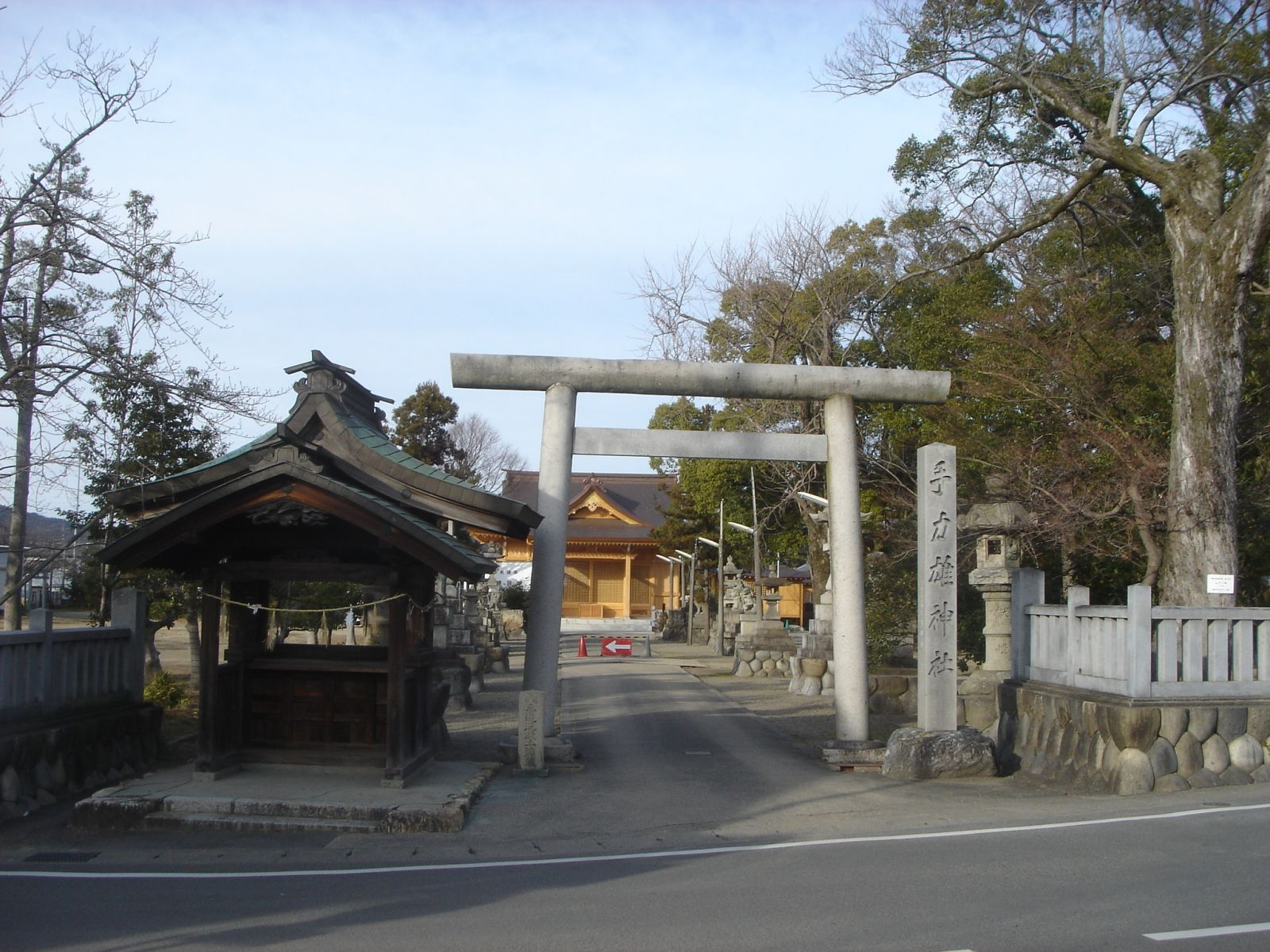
Entrée du Tejikarao-jinja.

Le Tejikarao-jinja (手力雄神社) est un sanctuaire shinto situé dans la ville de Gifu, préfecture de Gifu au Japon.

## Histoire
Construit en 860, le sanctuaire se trouve à un emplacement stratégique de la province de Mino à l'époque médiévale, ce qui fait qu'il est témoin de nombreuses batailles. Au cours de la bataille de Sekigahara en 1600, le clan Oda utilise le Tejikarao-jinja comme emplacement pour ses prières. Lorsqu'il est attaqué par les forces de Tokugawa Ieyasu, une partie du sanctuaire est incendiée.

## Principaux rituels
- 22 février : prières annuelles.
- Deuxième dimanche d'avril : matsuri (festival) du feu du printemps[1].
- 10 octobre : matsuri du feu d'automne.
- 22 novembre : Niiname matsuri.